# Nikołaj Malcew (minister)
Nikołaj Aleksiejewicz Malcew (ros. Никола́й Алексе́евич Ма́льцев, ur. 10 marca 1928 w Majkopie, zm. 2 grudnia 2001 w Moskwie) – minister przemysłu naftowego ZSRR (1977–1985), Bohater Pracy Socjalistycznej (1971).

## Życiorys
W 1951 ukończył studia w Instytucie Naftowym w Groznym, pracował w Zjednoczeniu „Tatnieft'”, w latach 1951–1953 był szefem działu biura trustu „Bawłynieft'”, w 1953 został członkiem KPZR. Od 1953 główny inżynier biura trustu „Almetjewnieft'”, szef działu wydobycia ropy i gazu, zastępca głównego inżyniera Zjednoczenia „Tatnieft'”, szef Zarządu Naftowego „Aznakajewnieft'”, w latach 1960–1961 szef Zarządu Naftowo-Przemysłowego „Bugulmanieft'”. Następnie (1961–1963) szef Zarządu Przemysłu Naftowego Permskiego Sownarchozu, w latach 1963–1972 szef Zjednoczenia „Permnieft'”, 1972–1977 I zastępca ministra, a od 5 kwietnia 1972 do 12 lutego 1985 minister przemysłu naftowego ZSRR, następnie na emeryturze. Kandydat nauk technicznych (1974). Od 3 marca 1981 do 25 lutego 1986 zastępca członka KC KPZR. Deputowany do Rady Najwyższej ZSRR 7, 10 i 11 kadencji. Pochowany na Cmentarzu Trojekurowskim.

## Odznaczenia
- Medal Sierp i Młot Bohatera Pracy Socjalistycznej (30 marca 1971)
- Order Lenina (dwukrotnie – 23 maja 1966 i 30 marca 1971)
- Order Rewolucji Październikowej (9 marca 1978)
- Order „Znak Honoru” (19 marca 1959)

I medale.